# Football en Turquie

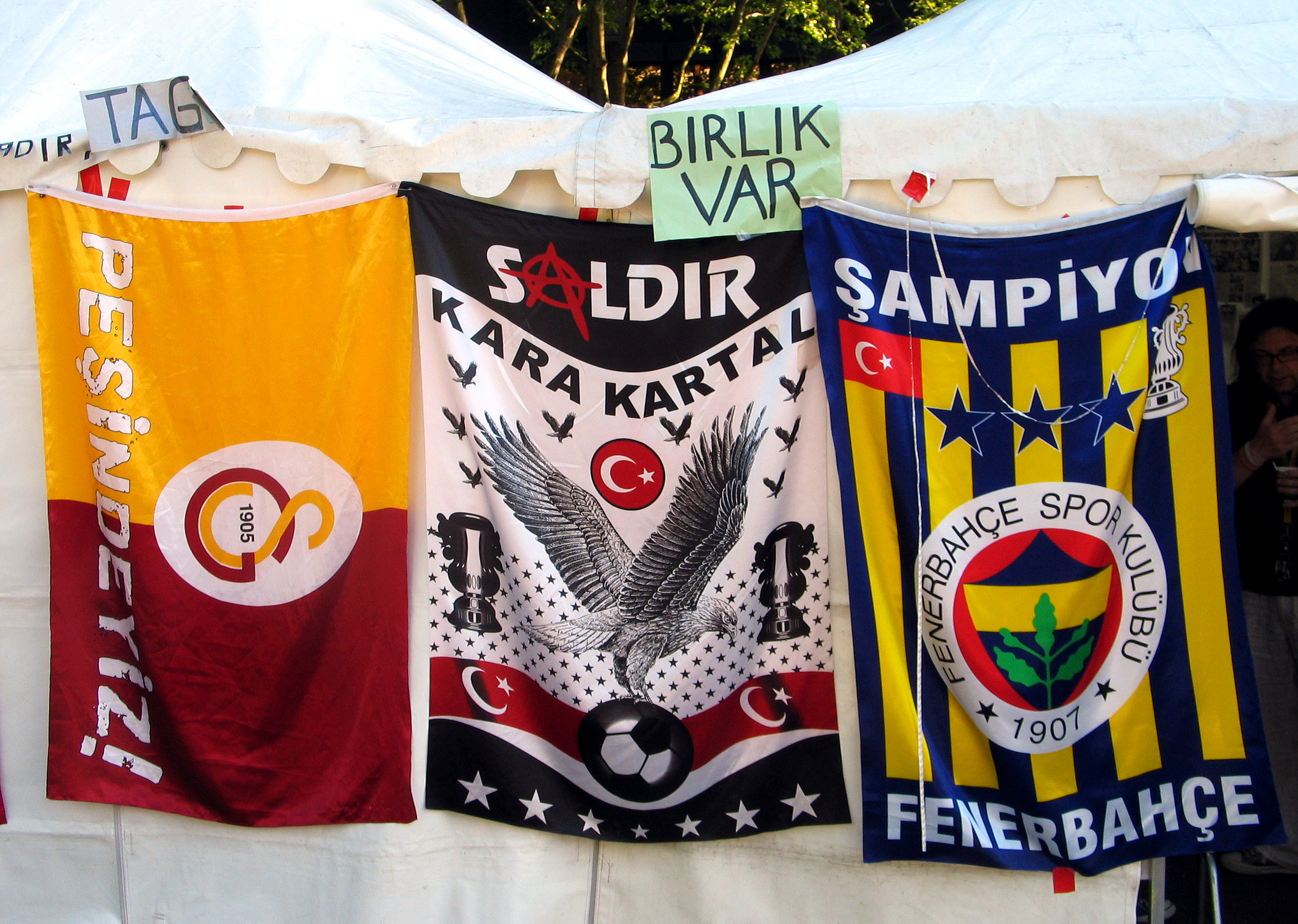
Image liée à l'article Football en Turquie, représentant les trois clubs fare du championnat Turque

Le football est le sport le plus populaire en Turquie. L'équipe nationale de Turquie connaît un succès en  2002 grâce à une troisième place en coupe du monde, après une bonne prestation lors de l’Euro 2000 (quarts de finale) puis une demi-finale en l'Euro 2008. Au niveau des clubs, Galatasaray remporte la coupe de l'UEFA en 2000.

## Empire ottoman
Le football a été implanté dans l'empire ottoman au début du XXe siècle par des sportifs issus des minorités, les Turcs n'étant pas autorisés à y jouer.

## Championnat
Le premier championnat turc a été joué en 1959. Avant, les championnats se jouaient au niveau régional. Trois clubs rivaux d'Istanbul dominent le championnat de Turquie (Süper Lig) : 
- Galatasaray (25 titres en 1962, 1963, 1969, 1971, 1972, 1973, 1987, 1988, 1993, 1994, 1997, 1998, 1999, 2000, 2002, 2006, 2008, 2012, 2013, 2015, 2018, 2019, 2023, 2024, 2025)
- Fenerbahçe (19 titres en 1959, 1961, 1964,1965, 1968, 1970, 1974, 1975, 1978, 1983, 1985, 1989, 1996, 2001, 2004, 2005, 2007, 2011,2014)
- Beşiktaş JK (14 titres en 1960, 1966, 1967, 1982, 1986, 1990, 1991, 1992, 1995, 2003, 2009, 2016, 2017, 2021)

Trois autres clubs ont réussi à remporter le championnat : 
- Trabzonspor. (8 titres en 1976, 1977, 1979, 1980, 1981, 1984, 2022)
- Bursaspor. (1 titre en 2010)
- Istanbul Başakşehir FK. (1 titre en 2020)

Après plusieurs changements de nom au cours de son histoire, le championnat a pris le nom de Süper Lig puis de Türkcell Süper Lig, grâce au sponsor d'un opérateur de téléphone mobile national et enfin Spor Toto SüperLig.
Il est composé de 18 équipes et d'un système classique de 34 journées avec matchs aller-retour. Les 3 derniers du championnat sont relégués en division inférieure.
L'affiche la plus attendue du championnat est celle qui oppose les deux rivaux éternels : Fenerbahçe et Galatasaray. Ces derbies donnent souvent lieu à de nombreuses tensions entre supporters des 2 camps.
La deuxième division est appelée 1Lig où les deux premières équipes montent directement en  SüperLig, alors que la troisième, quatrième, cinquième et sixième doivent jouer les play-off à la fin de la saison pour une troisième promotion.

## Coupe de Turquie
Apparue en 1962, la Coupe de Turquie (Türkiye Kupası) commence depuis 2005/2006, par des tours préliminaires, suivies d'une phase de poule avec 4 groupes de 4 équipes, dont les 2 premiers se qualifiant pour les quarts de finale, la compétition reprend alors une organisation en matchs aller-retour.
Le club le plus titré de la compétition est Galatasaray avec 19 titres à son actif.
| Équipe            | Palmarès |
| Galatasaray       | 19       |
| Beşiktaş          | 11       |
| Trabzonspor       | 9        |
| Fenerbahçe        | 6        |
| Altay SK          | 2        |
| Ankaragücü        | 2        |
| Gençlerbirliği SK | 2        |
| Göztepe           | 2        |
| Kocaelispor       | 2        |
| Bursaspor         | 1        |
| Eskişehirspor     | 1        |
| Sakaryaspor       | 1        |
| Kayserispor       | 1        |

## Clubs turcs en Coupe d'Europe
Le plus grand succès d'un club turc en coupe d'Europe est la victoire en Coupe UEFA de Galatasaray le 17 mai 2000 à Copenhague contre Arsenal aux tirs au but. Quelques mois plus tard à Monaco, à l'occasion de la Supercoupe de l'UEFA, Galatasaray bat le Real Madrid 2-1 après prolongations et ramène un 2e trophée européen en Turquie.
Galatasaray est également le club turc ayant réalisé les meilleures performances en C1. En Coupe des clubs champions, l'équipe a réalisé son meilleur parcours en atteignant la demi-finale (perdue contre le  Steaua Bucarest) en 1988-1989. Dans la formule actuelle de la Ligue des champions, Galatasaray a réussi à se hisser jusqu'aux quarts de finale en 2000/2001 (Elimination par le Real Madrid malgré une victoire au match aller), Galatasaray a également réussi à se hisser en quart de finale lors de l'édition 2012/2013 battant respectivement Manchester United et le Real Madrid.
La dernière performance notable de Beşiktaş remonte à la saison 2002/2003, et l'élimination en quarts de finale de la Coupe UEFA par la Lazio de Rome. Beşiktaş avait aussi battu le FC Barcelone 3-0 lors du premier tour de la Ligue des champions en 2000.

## Stades
Voir : Catégorie:Stade de football en Turquie
Le Stade olympique Atatürk (80 000 places) est le plus important du pays, il accueille la finale de la Ligue des champions 2004/2005, puis le stade de Fenerbahçe (52 500 places) le Stade Şükrü Saraçoğlu, et le recent stade du Kayserispor le Kayseri Kadir Has Stadyumu (33 000 places) l'un des stades les plus modernes de Turquie.
L’arène de Beşiktaş nommée İnönü (du nom d’İsmet İnönü) a pour capacité 31 000 places après sa rénovation et son agrandissement en 2004. Le stade de Galatasaray, Ali Sami Yen, comporte 25 750 places et a été surnommé "The Hell" (L'enfer) par de nombreux clubs européens. Ce dernier sera détruit puis remplacé par le Türk Telekom Arena (53 000 places) courant 2010. Le stade est inauguré le 15 janvier 2011 avec pour match d'ouverture Galatasaray-Ajax Amsterdam dont le score est de 0-0.

## Équipe nationale
L'équipe nationale ne compte que 2 participations à la coupe du monde : une en 1954, une en 2002, où l'équipe terminera 3e du mondial en battant la Corée du Sud 3-2, ce qui est à ce jour son plus grand succès, elle le doit en partie à son entraîneur Senol Günes élu meilleur entraîneur de cette Coupe du monde.
En 1996, la Turquie est qualifiée à l'Euro en Angleterre, elle termine dernière de son groupe avec 3 défaites, et 0 buts marqués. De nouveau qualifiée en 2000, elle échoue en quarts de finale contre le Portugal.
En 2004, elle rate la qualification à l'Euro en match de barrage contre la Lettonie, et en 2006, elle rate la qualification à la coupe du monde en match de barrage contre la Suisse.
La Turquie s'est qualifiée pour l'Euro 2008 organisé conjointement par la Suisse et l'Autriche. Le tirage au sort l'a placée dans le groupe A en compagnie du Portugal, de la République tchèque et de la Suisse. Après avoir perdu son premier match face au Portugal sur le score de 2 à 0, elle sortira 2e de son groupe grâce à deux miracles contre la Suisse tout d'abord avec un but à la 93e minute qui lui permettra de l'emporter 2 à 1, et contre la République tchèque ensuite avec 3 buts en fin de match alors qu'elle était menée 2 à 0. En quart de finale la Turquie l'emporte face à la Croatie en égalisant en fin de prolongation alors qu'elle venait de prendre un but quelques secondes avant, et finira par l'emporter aux tirs au but (3 tab à 1). En demi-finale la Turquie sera éliminée de la compétition  par l'Allemagne sur le score de 3 buts à 2.